# Пиньейру (Мараньян)
Пиньейру (порт. Pinheiro) — муниципалитет в Бразилии, входит в штат Мараньян. Составная часть мезорегиона Север штата Мараньян. Входит в экономико-статистический микрорегион Байшада-Мараньенси. Население составляет 78 162 человека на 2010 год. Занимает площадь 1512,965 км². Плотность населения — 51,66 чел./км². Праздник города — 3 сентября.

## Демография
Согласно сведениям, собранным в ходе переписи 2010 г. Национальным институтом географии и статистики (IBGE), население муниципалитета составляет:
| Полное население                               | Полное население                               | Полное население                               | Полное население                               | 78 162 |
| ---------------------------------------------- | ---------------------------------------------- | ---------------------------------------------- | ---------------------------------------------- | ------ |
| в том числе:                                   | Городское население                            | 46 487                                         | Процент городского населения, %                | 59,48  |
|                                                | Сельское население                             | 31 675                                         | Процент сельского населения, %                 | 40,52  |
|                                                | Мужское население                              | 38 079                                         | Процент мужского населения, %                  | 48,72  |
|                                                | Женское население                              | 40 083                                         | Процент женского населения, %                  | 51,28  |
| Плотность населения, чел/км²                   | Плотность населения, чел/км²                   | Плотность населения, чел/км²                   | Плотность населения, чел/км²                   | 51,66  |
| Население муниципалитета в % к населению штата | Население муниципалитета в % к населению штата | Население муниципалитета в % к населению штата | Население муниципалитета в % к населению штата | 1,19   |

По данным оценки 2016 года, население муниципалитета составляет 81 438 жителей.

## Статистика
- Валовой внутренний продукт на 2003 год составляет 88 525 788,00 реалов (данные: Бразильский институт географии и статистики).
- Валовой внутренний продукт на душу населения на 2003 год составляет 1246,98 реалов (данные: Бразильский институт географии и статистики).
- Индекс развития человеческого потенциала на 2000 год составляет 0,639 (данные: Программа развития ООН).